# Xanthia fulvescens
Xanthia fulvescens là một loài bướm đêm trong họ Noctuidae.